# Umbugen
Als Umbugen wird das Umlegen eines Dekormaterials (Kunststofffolie oder Textil) um eine Trägerteilkante um 90° bzw. 180° bezeichnet. Das umgelegte Material wird anschließend durch ein geeignetes Fügeverfahren (z. B. Kleben oder Schweißen) auf der Trägerteilrückseite befestigt.

## Geschichte
Das Umbugverfahren in der Automobilindustrie wurde erstmals in den 1970er Jahren  für Verkleidungsteile eingesetzt. Damals wurde PVC-Folie mit mechanischen Schiebern auf einen einfachen flachen Träger aus Holzfaser-Formstoff gespannt und mittels HF-Schweißen gefügt. Später erforderte die komplizierte dreidimensionale Geometrie vieler Teile andere Fügeverfahren. Insbesondere ist hier das Kleben zu nennen, welches zunächst mit lösungsmittelhaltigen und später mit lösungsmittelfreien Klebstoffen erfolgte. Der Klebedruck wurde ebenfalls mit Schiebern erzeugt. Diese können kalt zum Einsatz kommen oder je nach Anwendungsfall innen beheizt, oder mittels Heißluft oder IR-Strahlung von außen vorgewärmt werden.
Seit Mitte der 1990er Jahre gibt es für das Umbugen mit dem Ultraschallschweißen ein weiteres klebstofffreies Fügeverfahren. Es werden fast nur noch 180°-Umbugungen hergestellt, da es für 90° auch die Hinterspritzgießtechnik gibt. Es wird unter anderem für Verkleidungsteile im Fahrzeuginnenraum (Fußraum, Sitze, Instrumententafel, Säulen, Türinnenverkleidungen usw.) eingesetzt.